# Osani
Osani (in corso Osani) è un comune francese di 116 abitanti situato nel dipartimento della Corsica del Sud nella regione della Corsica.
Confina con il comune di Galeria attraverso il passo della Bocca a Palmarella.

## Società

### Evoluzione demografica
Abitanti censiti